# Hermann Sibrand
Hermann Sibrand, auch Siebrand, (* 13. August 1645 in Rostock; † 13. September 1712 in Stettin) war ein deutscher Jurist, er war Bürgermeister von Stettin.

## Leben
Hermann Sibrand war ein Sohn des mecklenburgischen Landsyndikus Heinrich Sibrand und Enkel des Rostocker Stadtsyndikus Johann Sibrand des Älteren. Er studierte an den Universitäten Rostock, Helmstedt und Kiel. Anschließend setzte er sein Studium in Rostock fort und besuchte zwischenzeitlich die Universität Lund. Nach einer Reise durch die Niederlande, Frankreich, Italien, Ungarn und Böhmen erlangte er 1674 die Promotion. Er wurde als Nachfolger seines Bruders Johann Sibrand des Jüngeren ordentlicher Professor der Moral und Stadtsyndikus von Rostock.
1680 übernahm er das Amt des Stadtsyndikus von Stettin, das damals zu Schwedisch-Pommern gehörte. Dort war er von 1702 bis an sein Lebensende 1712 Bürgermeister. Er war zugleich städtischer Landrat.